# 麗江三義國際機場
丽江三义国际机场，為位於中國雲南省麗江市的民用機場，佔地面積1800畝，機場飛行區等級為4D，跑道長3000米，可供波音737-800及D类型及以下機型起降。機坪面積76000平方米，停機位19個，航站樓面積33000平方米。2005年丽江机场年旅客吞吐量首次突破100万人次，2009年机场旅客吞吐量突破200万人次，2010年丽江机场旅客吞吐量达到221万人次，2013年10月4日机场旅客吞吐量突破300万人次。
麗江三義國際機場2022年旅客吞吐量為2,87,8817人次（排名第45位），2023年為7,440,858人次（排名第43位）。麗江機場距麗江城區25公里，以機場高速相连。

## 機場概況
丽江机场1992年开始建设，1995年7月正式投入使用。机场占地3000多亩，海拔标高为2240米，每年可保障450万人次旅客进出丽江。在2011年第二次改扩建工程完成后，机场跑道长3000米，宽45米，机场飞行区等级为4D级，并配备全长平行滑行道和6条联络道，适用于波音737、空客A320或同等级以下飞机起降。候机楼由国内候机楼及国际候机楼两部分组成，其中国内候机楼建筑面积33000平方米，国际候机楼建筑面积5300平方米，停机坪面积为30000平方米。
丽江机场新国内候机楼于2010年9月28日正式投入使用，面积由5700平方米增加到33000平方米，停机位由6个增加到19个，设计年旅客吞吐量由200万人次增加到450万人次。新航站楼设计建筑风格凸显地方民族特色，建筑面积33475.50平方米，楼层为三层，高度达18.80米，车辆沿高架道路可直达二层出发层，候机楼内设7条安检通道，24个值机柜台，7个贵宾厅，2个头等舱休息室；还有配套餐饮，零售、书刊等特许经营区；与之相配套的4-5#站坪工程，面积76048平方米，共设7座登机廊桥；高架桥分为主桥和引桥，主桥与新航站楼二层平台相接，桥宽23.3米，设有3车道，两端引桥与主桥及地面进出港道路相连，宽9米，设有2条车道，桥梁全长524.996米，面积8167.4平方米。

## 历史
1992年，丽江机场开始建设。
1995年4月，丽江机场建成。

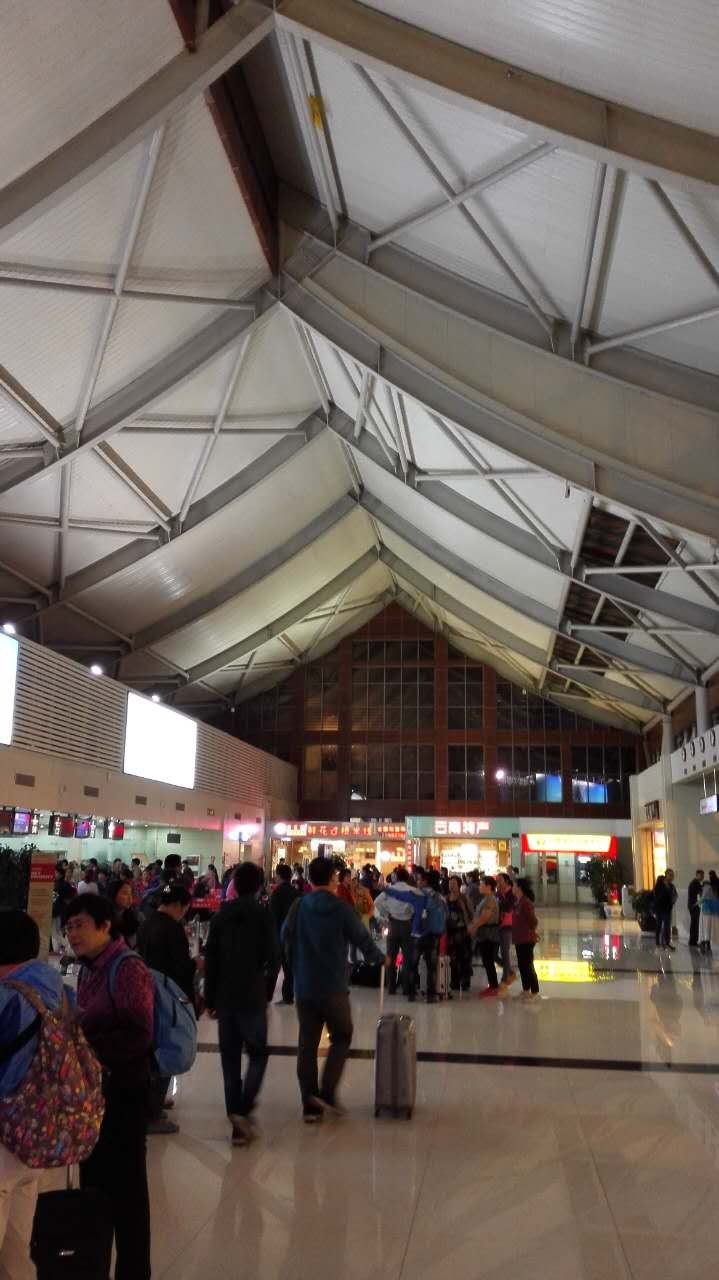
丽江三义机场候机楼大厅，摄于2016年9月5日。

1995年7月，丽江机场正式通航，机场飞行区等级4C级，机场跑道长2500米，宽45米。国际候机楼建筑面积为2286平方米，国内候机楼面积为5700平方米。停机坪面积为30000平方米，可同时停放6架波音737、空客A319等级民用飞机。
1999年丽江机场旅客吞吐量首次突破50万人次大关，根据发展情况机场进行了第一次改扩建。
2005年丽江机场年旅客吞吐量首次突破100万人次。
2007年底机场实施第二次改扩建，按照年旅客吞吐量450万人次标准建设，包括跑道延长500米、新建全跑道平行滑行道、增设13个停机位、新建33300平米的国内候机楼、采购配套专用设施设备、导航台建设等主体工程。
2009年11月10日，丽江机场旅客吞吐量突破200万人次大关。
2011年，机场第二次改扩建完工，飞行区等级由4C级提升到4D级。改扩建后的丽江机场拥有停机位19个，登机廊桥8座，跑道长度3000米，配套全长平行滑行道，并新建4条联络道（联络道总数达到6条），设置南北端Ⅰ类进近灯光系统，8级消防站、新的导航台站；国内候机楼建筑面积33000平方米，国际候机楼建筑面积5300平方米，内设24个乘机手续办理台，7条旅检通道，7个贵宾厅，2个头等舱休息室；另外还配有餐饮、零售、书刊等特许经营区。
2012年3月6日，云南丽江机场航空口岸对外开放正式通过国家验收，为云南省第三个口岸机场。
2012年7月20日，丽江机场高速公路竣工，全长27.63公里，辅道长10.69公里，分两期建设，一期工程为丽江机场至关坡，二期工程为丽江机场至鹤庆县城。
2013年8月，丽江机场单月旅客吞吐量突破50万人次大关。
2013年10月4日，丽江机场旅客吞吐量突破300万人次。

## 航点
‌2025年度夏秋航季（3月30日至10月25日），执行103条航线，通航点75个。

### 境內航線
| 航空公司     | 目的地 |
| ------------ | --- |
| 首都航空     | 北京-大兴、天津、太原、石家庄、上海-浦东、南京、盐城（经停贵阳）、杭州、合肥、济南、烟台（经停武汉）、南昌、厦门、广州、深圳、揭阳（经停南宁）、珠海、南宁、郑州、武汉、十堰、长沙、沈阳（经停石家庄）、西安、茅台、重庆 |
| 中国东方航空 | 北京-大兴、上海-浦东、上海-虹桥、青岛、广州、昆明、成都-天府 |
| 中国国际航空 | 北京-首都、杭州、成都-天府 |
| 天津航空     | 天津、西安 |
| 青岛航空     | 天津 、石家庄、合肥、青岛（经停合肥）、桂林、长沙、西双版纳、成都-天府 |
| 瑞丽航空     | 天津、常州、福州（经停昭通）、兰州、昭通、西双版纳、芒市 |
| 西藏航空     | 太原、运城、深圳、西安、成都-双流、拉萨 、重庆、南京、西安、西宁 |
| 中国西部航空 | 太原、合肥、郑州、长沙、重庆 |
| 深圳航空     | 运城、南京、深圳、成都-天府 |
| 春秋航空     | 上海-浦东 |
| 吉祥航空     | 上海-浦东、南京、深圳、武汉、长沙、哈尔滨（经停南京）、西安 |
| 祥鹏航空     | 南京、淮安（经停重庆）、宁波（经停贵阳）、南宁、郑州、武汉、大连（经停郑州）、西安、银川（经停泸州）、西双版纳、成都-天府、泸州、贵阳、重庆                                                                              |
| 昆明航空     | 常州、长沙、西双版纳 |
| 长龙航空     | 无锡（经停泸州/襄阳）、杭州（经停达州/怀化/遵义-新舟）、宁波（经停毕节/泸州）、襄阳、怀化、泸州、达州、毕节、遵义-新舟                                                                                                   |
| 湖南航空     | 无锡、南昌、珠海、长沙 |
| 成都航空     | 宁波（经停贵阳/衡阳）、长沙、衡阳、贵阳 |
| 山东航空     | 济南、绵阳、重庆 |
| 上海航空     | 厦门（经停桂林）、桂林 |
| 中国南方航空 | 广州、深圳、揭阳、长沙、大连（经停长沙）、武汉、郑州 |
| 重庆航空     | 广州 |
| 北部湾航空   | 南宁 |
| 四川航空     | 成都-天府、重庆 |
| 多彩贵州航空 | 贵阳 |

### 港澳台/國際航線
| 航空公司 | 目的地                  |
| -------- | ----------------------- |
| 祥鹏航空 | 海防                    |
| 瑞丽航空 | 胡志明市、曼谷/素万那普 |
| 越竹航空 | 河内                    |
| 越捷航空 | 胡志明市                |

## 争议事件
2025年2月8日，一名孙姓乘客从绵阳乘机至丽江机场，之后由丽江乘坐航班到昆明中转前往合肥。抵达丽江机场后，该乘客在值机柜台办理值机手续过程中，工作人员未能有效答复乘客提出的问题，随即撕毁登机牌，并引导乘客至头等舱柜台办理值机，值班经理当场对乘客致歉，乘客亦顺利登机。2月10日晚，云南机场集团发布通报，指出丽江机场中转标识标牌不清晰，工作人员服务态度冷漠，决定对机场主要负责人和机场当日值班领导给予通报批评，对四名责任人员给予警告处分，涉事工作人员杨某某、饶某某停职转岗。同时责成丽江机场排查整改。